# Рабея Шенеборн
Рабея Шенеборн (нім. Rabea Schöneborn; нар. 13 березня 1994) — німецька легкоатлетка, яка спеціалізується у бігу на довгі дистанції та марафонському бігу.

## Спортивні досягнення
Чемпіонка Європи у марафонському бігу в командному заліку. В індивідуальному заліку на фініші була 12-ю з часом 2:31.36.
Бронзова призерка чемпіонату світу з напівмарафону в командному заліку. В індивідуальному заліку на фініші була 54-ю з часом 1:12.35.
Чемпіонка Німеччини у бігу на 10000 метрів (2021).